# Mauligobius

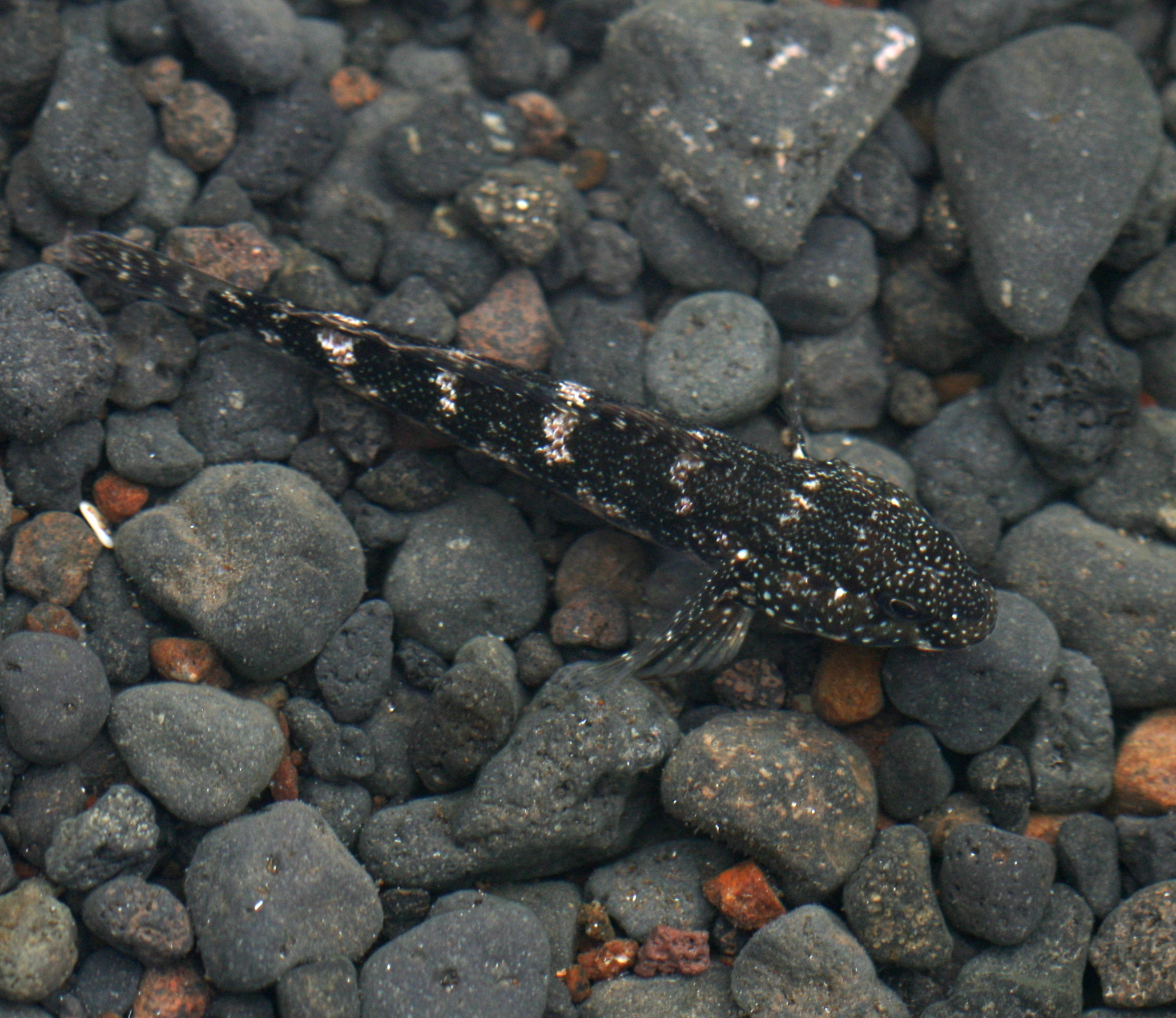
Mauligobius maderensis.

Mauligobius é um género de peixes da família Gobiidae da ordem Perciformes.

## Descrição
Mauligobius é um género de pequenos peixes actinopterígeos (com barbatanas com raios ósseos) da família Gobiidae nativo do nordeste do Oceano Atlântico. São peixes costeiros que vivem entre as rochas do litoral e nas poças de maré.
O nome deste género é uma homenagem ao ictiologista e taxidermista Günther Edmund Maul (1909-1997) do Museu Municipal do Funchal, na ilha da Madeira, reconhecendo a sua ajuda no fornecimento de espécimes e informação que permitiram ao autor, Peter Miller, ter sucesso na sua investigação sobre os gobídeos da Macaronésia.

## Espécies
Na sua presente circunscrição taxonómica o género inclui apenas duas espécies consideradas como válidas:
- Mauligobius maderensis (Valenciennes, 1837)[5]
- Mauligobius nigri (Günther, 1861)[6][7][8][9][10][11][12][13]